# Ntossoni
Ntossoni är en ort i Mali.   Den ligger i kretsen Koutiala Cercle och regionen Sikasso, i den södra delen av landet, 240 km öster om huvudstaden Bamako. Ntossoni ligger 325 meter över havet och antalet invånare är 8 700.
Terrängen runt Ntossoni är huvudsakligen platt. Ntossoni ligger nere i en dal. Runt Ntossoni är det ganska glesbefolkat, med 34 invånare per kvadratkilometer. Det finns inga andra samhällen i närheten. Omgivningarna runt Ntossoni är en mosaik av jordbruksmark och naturlig växtlighet.